# Akdoğan (jezioro)
Akdoğan (tur. Akdoğan Gölü) – jezioro wulkaniczne położone w granicach dystryktu Varto w prowincji Muş we wschodniej Turcji.